# آهو تونغاريكي
آهو تونغاريكي (بالإسبانية: Ahu Tongariki)‏ هي أكبر مجموعة (آهو) أو مجموعة تماثيل موجودة في جزيرة القيامة. تمت الإطاحة بالمواي خلال الحروب الأهلية للجزيرة وفي القرن العشرين تم تزحيف التماثيل إلى الداخل بسبب تسونامي. ومنذ ذلك الحين تم ترميمها ولها خمسة عشر موي بما في ذلك 86 طن من المواي التي كانت أثقل من أي وقت مضى اقيمت في الجزيرة. تقع مجموعة تماثيل آهو تونغاريكي على بعد كيلومتر واحد من رانو راراكو وبويك في منطقة هوتو-إيتي في حديقة رابا نوي الوطني [الإنجليزية].

## تاريخ
كان آهو تونغاريكي المركز الرئيسي لهوتو إيتي، الكونفدرالية الشرقية في رابا نوي.
تمت الإطاحة بالمواي خلال الحروب الأهلية للجزيرة. في عام 1960، اجتاح تسونامي الناجم عن زلزال قبالة ساحل تشيلي في تزحيف الآهو تونغاريكي إلى داخل الجزيرة.
وقد تم ترميم آهو تونغاريكي بشكل كبير في التسعينات من قبل فريق متعدد التخصصات يرأسه علماء الآثار كلاوديو كريستينو (المدير) وباتريشيا فارغاس (المدير التنفيذي المشارك) في مشروع مدته خمس سنوات تم تنفيذه بموجب اتفاق رسمي للحكومة التشيلية مع تادانو المحدودة وجامعة تشيلي.

## الموقع

خريطة لرابا نوي تظهر جميع الآهو مع المواي التابعة لها. آهو تونغاريكي و رانو راراكو هم على الساحل الجنوبي.

هذا الآهو يقع على الساحل الجنوبي من رابا نوي، على مقربة من البركانين السابقين، رانو راراكو وبواك.
تعد بواك واحدة من البراكين الثلاثة الرئيسية المنقرضة التي تشكل رابا نوي، والتي اندلعت بين 230,000 و 705,000 سنة مضت. رانو راراكو هي حفرة بركانية تتكون من الرماد البركاني، الذي يؤلف المواي المنحوتة. في الواقع، ما يقرب من نصف المواي لا تزال مدفونة في سفوح رانو راراكو.

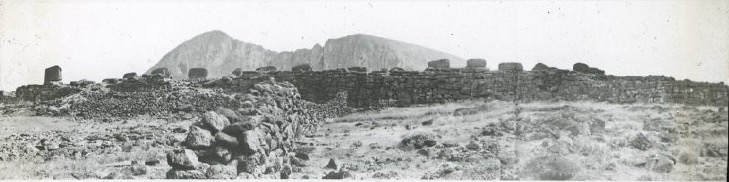
آهو تونغاريكب في العام 1914.في ذلك الوقت كانت كل المواي مازالت على الساحل

## معرض الصور

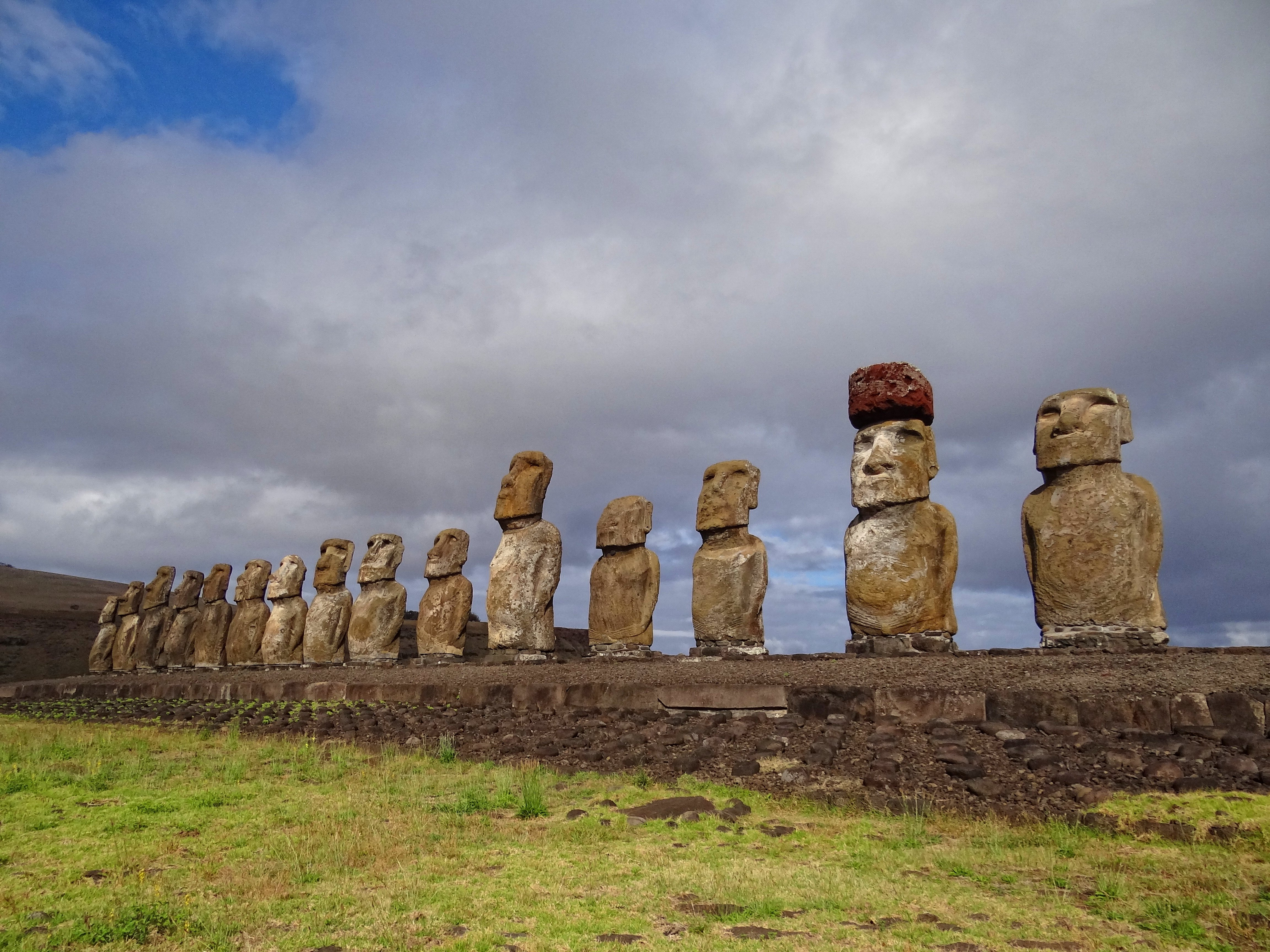
آهو تونغاريكي. ثاني مواي من جهة اليمين لديه بوكاو على رأسه.
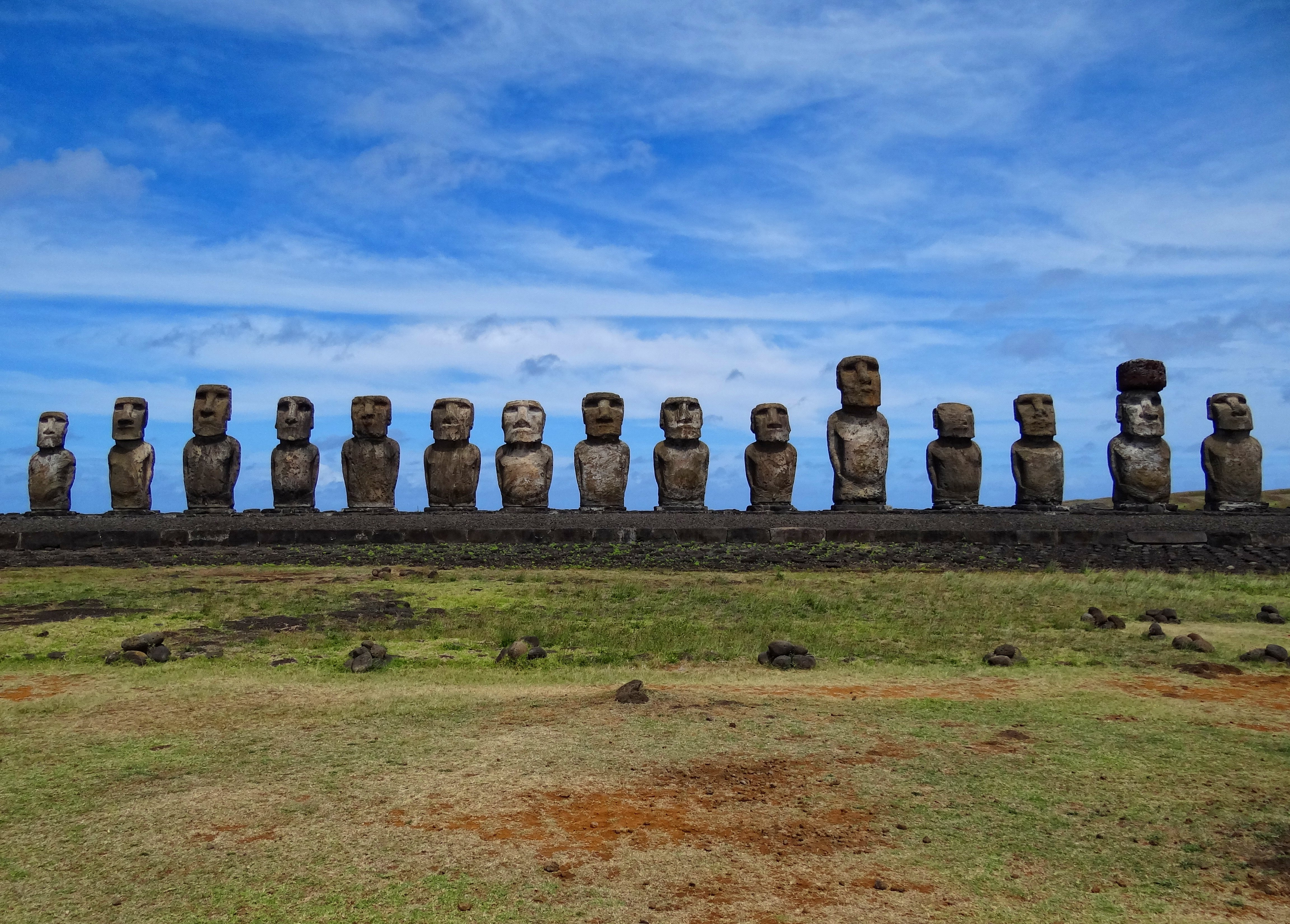
كل المواي الخمسة عشر الواقفين في آهو تونغاريكي.
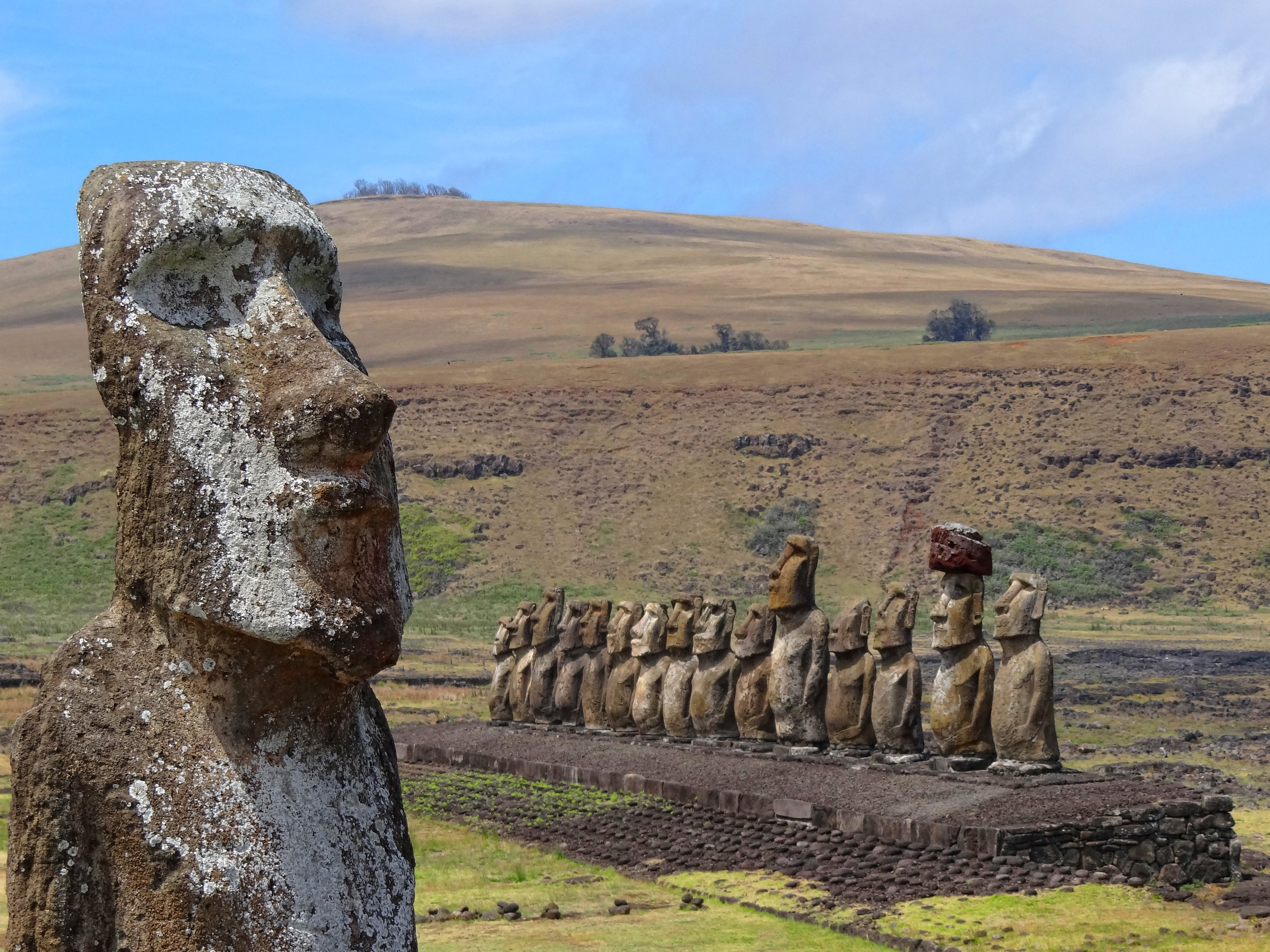
آهو تونغاريكي مع بركان بواك في الخلفية.